# Liliana Enciso
Liliana Enciso (2 de abril), es una profesora de inglés, adscripta, dramaturga y actriz uruguaya.

## Biografía
Estudio en profesorado de inglés en el Instituto de Profesores Artigas. 
Desde 1995 actúa tanto en obras infantiles como para adultos, haciendo giras nacionales e internacionales. Conocida por sus personajes de la “Tía Libi” y La Profe.
En 2024, presenta su  espectáculo: No soy yo, sos vos. 

## Obras
- 2014, EL Reino de Tía Libi
- 2016, Vos no sos normal
- 2016, El mágico mundo de Tía Libi
- 2017, Hasta que por fin me separe
- 2018, Loca como tu madre
- 2018, Salvase quien pueda.
- 2019, Se armo la gorda.
- 2020, Prefiero sola que mal acompañada.
- 2022, La Profe.
- 2022,  El fantástico viaje de la Tía Libi.
- 2023, La profe reformada.
- 2023, Viva la vida
- El show de la Tía Libi (programa de televisión)
- El mundo del revés, (actuación y dirección),
- 2024, No soy yo, sos vos.

## Premios
- 2024, nominada al Premio Florencio.[4]